# 17233 Стеншапіро
17233 Стеншапіро (17233 Stanshapiro) — астероїд головного поясу, відкритий 29 лютого 2000 року.
Тіссеранів параметр щодо Юпітера — 3,451.